# Banloc
Banloc (en hongrois : Bánlak, en allemand : Banlok) est une commune du județ de Timiș, Roumanie qui compte 2 631 habitants.
La commune est composée de quatre villages : Banloc, Ofsenița, Partoș et Soca.

## Démographie
D'après le recensement de 2011, la commune compte 2 631 habitants, en forte baisse par rapport au recensement de 2002 où elle en comptait 4 545.
Lors du recensement de 2011, 70,23 % de la population se déclarent comme roumains, 9,8 % comme roms, 9,23 % comme ukrainiens, 3,3 % comme serbes, 2,66 % comme hongrois, (4,4 % ne déclarent pas d'appartenance ethnique et 0,34 % déclarent appartenir à une autre ethnie).
En 2011, la répartition des groupes confessionnels se présente comme suit :
- Orthodoxes roumains : 84,87 %
- Catholiques : 4,9 %
- Pentecôtistes : 2,81 %
- Orthodoxes serbes : 2,81 %
- Inconnue : 4,4 %
- Autres : 1,44 %

## Politique
| Période                                  | Période  | Identité          | Étiquette | Qualité |
| ---------------------------------------- | -------- | ----------------- | --------- | ------- |
| Les données manquantes sont à compléter. |          |                   |           |         |
| 2016                                     | En cours | Lucian Trifonescu | PNL       |         |

| Parti | Parti                                            | Sièges |
| ----- | ------------------------------------------------ | ------ |
|       | Parti national libéral (PNL)                     | 6      |
|       | Parti social-démocrate (PSD)                     | 5      |
|       | Parti national paysan chrétien-démocrate (PNȚCD) | 1      |
|       | Union des Serbes de Roumanie (USR)               | 1      |